# Žiga Stanič
Žiga Stanič, slovenski skladatelj, pianist in pedagog, * 1973, Ljubljana.
Na Akademiji za glasbo v Ljubljani je leta 1997 diplomiral iz klavirja (Andrej Jarc) in leta 1998 iz kompozicije (Marijan Gabrijelčič). Za svoje skladbe je v času študija prejel študentsko Prešernovo nagrado. Poleg tega je študiral tudi dirigiranje (Anton Nanut). Leta 2007 je na Oddelku za kompozicijo in glasbeno teorijo ljubljanske Akademije za glasbo tudi doktoriral.
Od leta 2002 je producent Simfoničnega orkestra RTV Slovenija.

## Glasbena dela - izbor
Skladateljski opus Žige Staniča vsebuje okrog 200 skladb za najrazličnejše zasedbe, hkrati pa tudi slogovni razpon od otroških skladb (Vaje za Elizo, 1001 nota, glasbe za lutkovna gledališča), sakralnih del (mdr. tri maše a capella), popevke, orkestrske, scenske, zborovske, komorne in solistične glasbe, ki sega do avantgardnih pristopov (18+ za klavir prepariran z vibratorji). Stanič je za svoje delo prejel več stanovskih nagrad, na zadnje leta 2018 mednarodno skladateljsko nagrado Keuris na Nizozemskem, za skladbo Izlet v živalski vrt, v kateri raziskuje orkestrsko onomatopoijo. Skladba Baba, za tidldibab in orkester, je bila v letih 2017-18 izvedena v več državah EU. Kot pianist se je predstavil mdr. s svojim Klavirskim koncertom v okviru Slovenskih glasbenih dni leta 2017. Do leta 2020 je bilo izdanih približno 22 zgoščenk z njegovo glasbo.

### Orkestralna glasba
- Suita za violo in godalni orkester, priredba Sonate za violo L. M. Škerjanca (2003)
- Štiri ljudske pesmi, za pihalni orkester (2004)
- The End, za simfonični orkester (2013)
- Koncert za klavir in orkester (2015)
- Baba, za tidldibab in orkester (2016)
- Izlet v živalski vrt, za simfonični orkester (2017)
- Alea iacta est, za klavir in orkester (2017)
- Zeitgeist, za tidldibab in pihalni orkester (2019)
- Kantata senc, za zbor in orkester (2020)

### Zborovska glasba
- Sonet št. 19, za mešani zbor na besedilo W. Shakespeara (1997)
- Rubajati, sedem pesmi za mešani zbor na besedilo Omarja Hajama (2000)
- Boj na požiralniku, za zbor in soliste (2017)
- Sekvenca, za moški oktet (2020)

### Vokalno-instrumentalna komorna dela
- Mavrica v dlaneh, osem pesmi za sopran in klavir na besedilo B. Hofmana (1995)
- Tri pesmi za tenor in pihalni kvintet na besedilo F. Prešerna (1995)
- Bolečina nedoživetega, sedem pesmi za tenor in klavir na besedilo I. Minattija (1997)
- Majnice, pesmi za sopran, tenor, zbor in klavir na besedilo T. Pavčka (1997)
- Trio (Dar brezplodni, dar slučajni) za mezzosopran, rog in klavir na besedilo A. Puškina
- Šepetanje mravelj, sedem pesmi za mezzosopran, flavto, klarinet, rog, violo in violončelo na besedilo B. Šömna (2003)
- Štiri pesmi za alt in klavir na besedila Vladimire Rejc (2008)

### Scenska glasba
- Plešasta pevka, antiopera (2013)

### Komorna glasba
- Dve impresiji za štiri flavte (1996)
- Noveleti za dva klavirja (1999 in 2009)
- Suita za štiri violončela (2002)
- Preludij za dve trobenti in orgle (2002)
- Parlament, za trobilni kvintet (2003)
- Pesem brez besed za violončelo in klavir (2009)
- Vokaliza za sopran, klarinet, violončelo in klavir (2012)
- Pihalni kvartet št. 3 (2013)
- Godalni kvartet št. 3 (2013)
- Tandem, za dva trombona (2015)
- Razpoke časa, za tidldibab/pihala in klavir[4] (2016)
- Pomladna suita, za violino in klavir (2016)
- I have a dream, za klarinet in harmoniko (2016)
- Zakon, za tolkalca in recitatorja (2017)
- Črna luknja, za trobilni ansambel in tidldibab (2017)
- Nokturno, za rog in klavir (2018)
- Origami, za kitaro, violino in kontrabas[5] (2019)
- Pripravljeni, pozor, zdaj! za marimbo solo (2019)

### Solistična glasba
- Sinus - cosinus, za klarinet solo (1999)
- Vdih, etuda za orgle solo (1998)
- Sonata za rog (2014)
- Jesenske pravljice, za citre (2014)
- Sonata za violino (2014)

### Klavirska glasba
- Klavirska sonata - Molčanje Siren na besedilo F. Kafke (1994)
- Tri nordijske impresije (1995)
- Vaje za Elizo, 11 variacij na Beethovnovo temo za otroke (1995)
- In memoriam (1996)
- Mors - Pastorala (1997)
- Intrada (1998)
- Impromptú 2003 - Francosko-pruska vojna, po Dostojevskem, za klavir in recitatorja (2003)
- Sonata (2013)
- Tisoč in ena nota (2013)
- Toccata (2015)
- 18+ za preparirani klavir[6] (2017)
- Dobro preparirani klavir (2019)
- Slovenske ljudske metamorfoze[7] (2020)